# Henri Lepage
Henri Lepage (21 aprile 1941) è un economista francese, esponente della scuola austriaca e del mondo libertario.
Laureatosi all'Institut d'études politiques de Paris, ha anche frequentato la Colorado University e la London School of Economics and Political Science. Tra il 1967 e il 1976 è stato giornalista economico per Entreprise e Review.
Lepage, dopo avere svolto il ruolo di docente alla Université Paris Dauphine di Parigi, ha lavorato per alcuni anni al Parlamento europeo.
È membro della Mont Pelerin Society, amministratore della Association pour la liberté économique et le progrès social (associazione liberale francese) e membro fondatore dell'Institut Turgot.
Le opere di Lepage trattano tutti i classici temi economici della scuola austriaca, e nei suoi scritti si può notare l'influenza di due grandi economisti di quella tradizione, Murray N. Rothbard e Friedrich von Hayek.

## Opere
- Demain le Capitalisme, 1978; trad. it. Domani il capitalismo, Edizioni L'Opinione, Roma 1978.
- Autogestion et Capitalisme, 1978
- Demain le libéralisme, 1980
- Vive le commerce, 1982
- Pourquoi la Propriété, 1985
- La propriété, c'est l'envol vers la prosperite, 1986
- La nouvelle économie industrielle, 1990
- Cinq questions sur les syndicats, 1990
- Vingt économistes face à la crise, 1999